# كاثرين بوش
كاثرين بوش (بالإنجليزية: Catherine Bush)‏ (1961، تورونتو في كندا)؛ كاتِبة وروائية كندية.